# 慶元まさ美のハッピー・モーニング
『慶元まさ美のハッピー・モーニング』（けいもとまさみのハッピー・モーニング）は、ラジオ大阪で2017年4月3日から2019年3月29日まで毎週月曜日 - 金曜日の7:00 - 9:00（JST）に放送していた生ワイド番組。関西地方を中心に活動するフリーアナウンサー・慶元まさ美の冠番組であった。

## 概要
キャッチフレーズは「耳のオアシス　心にエナジー　身近な話題と音楽をお届けします」。慶元によるワンマンDJスタイルの進行で、番組タイトルの「ハッピー」にちなんだ日替わり企画や、洋邦を問わず朝の雰囲気にふさわしい楽曲などを放送した。
ラジオ大阪では、当番組の開始前から、平日の5・6時台に『中西ふみ子の今日も元気に』（同局出身のフリーアナウンサー・中西ふみ子の冠番組）を生放送。当番組の開始によって、女性のフリーアナウンサーが単独でパーソナリティを務める自社制作の生ワイド番組を、平日の5 - 9時台に2本編成することになった。慶元自身は、当番組のスタートに際して、「冠番組で重圧もあるが、女性らしい視線で生活に密着した番組にしたい」と述べていた。
2019年3月29日（金曜日）放送分で終了したが、慶元は後継番組の『"新しいおとな"の朝に!ハッピー・プラス』（同年4月1日から平日の8:00 - 11:30に生放送）でも、水・木曜日のパーソナリティを担当。当番組で放送していた内包番組や一部の企画も、『ハッピー・プラス』の全曜日で放送を続けている。

## 放送時間
- 月曜日 - 金曜日 7:00 - 9:00

## パーソナリティ
- 慶元まさ美
  - 2002年10月7日から2005年4月1日までは『早起きラジオMBS』（MBSラジオ）の木・金曜日で、2010年10月4日から2016年9月23日まで『慶元まさ美のおはようパートナー』（ABCラジオ）でそれぞれパーソナリティを担当。当番組の放送開始によって、大阪地区の民放AM3局全てで、平日早朝の生ワイド番組のレギュラーパーソナリティを経験した。
  - ラジオ大阪では、『ほんまもん!原田年晴です』の初期（2005年4月から2006年9月まで）に水曜日のアシスタントを担当。以降も他番組でレギュラー出演者の代理を務めることはあったが、当番組が10年半振りのレギュラー番組になった。
  - 月・火曜日には、当番組本番終了後の11:00から、『SUNNYSIDE BALCONY』（α-STATIONの生ワイド番組）でもパーソナリティを担当。当番組と合わせて、6時間の生放送を1人で取り仕切っていた。また、当番組の開始から2017年9月30日までは、土曜日の午後にもABCラジオで生ワイド番組（『慶元まさ美のSounds Good!』）のパーソナリティを1人で務めていた。『SUNNYSIDE BALCONY』については、当番組の終了および『ハッピー・プラス』水・木曜日パーソナリティへの就任後も、月・火曜日に出演を継続。

## 曜日別のコンセプト
- 月曜日「スポーツや健康情報でハッピーを!」
- 火曜日「パン屋さんや本の話題でハッピーを!」
- 水曜日「映画やお料理でハッピーを!」
- 木曜日「芸能やイベント情報でハッピーを!」
- 金曜日「音楽と流行、家事のお役立ち情報でハッピーを!」

## 主なコーナー・企画
◎：前番組『モーニングライダー! 藤川貴央です』（2017年3月31日終了）から継承したコーナー・内包番組

○：後番組『ハッピー・プラス』でも（放送時間の移動を含めて）継続するコーナー・内包番組

7時台
- 7:09 気になるニュース

『おはようパートナー』のオープニングコーナー「おはようニュース」に似た構成で、当日の主なニュースから、慶元が数本のトピックスを伝えた。『ハッピー・プラス』では、「Today's Pick Up」という名称で8:20頃に放送。
- 7:14 今朝のコレ! 産経新聞から◎

放送日に産経新聞大阪本社が発行した朝刊から、同社の編集委員（放送上の呼称は「今日の編集長」）による署名記事1本の概要を慶元が紹介した。
- 7:18 久光製薬プレゼンツ ハッピーサロン○

久光製薬の製品のインフォマーシャルを兼ねた情報コーナー。リスナーからの投稿（健康がテーマの川柳など）を紹介することもあった。『ハッピー・プラス』では9:10頃に放送。
番組開始当初は街のみなと 新鮮活け活け情報◎を放送。大起水産（大阪府堺市に本社を置く水産関連会社）の社員が電話で出演すると共に、鮮魚に関する旬の話題を伝えていた。
- 7:23 ラジオ大阪アメダス天気予報◎

日本気象協会関西支部所属の気象予報士が中継で出演。
- 7:26  ラジオ大阪交通情報◎
- 7:40　曜日別企画Part1
  - 月曜日：スポーツの話題
最新のスポーツニュースに加えて、放送週に予定されている注目のスポーツイベントの見どころを紹介した。
  - 火曜日：ハッピーベーカリー◎○
リスナーからの推薦情報を基に、毎回1軒のベーカリーを紹介した。『ハッピー・プラス』では、慶元がパーソナリティを務める木曜日限定の企画として、10:30前後に放送。
  - 水曜日：新作映画の紹介
  - 木曜日：エンタメ・芸能ニュース
放送日によっては、慶元がエンターテイメント関連の施設・イベントを取材した模様を紹介することがあった。
  - 金曜日：タイムスリップソング
直近の話題を基に、毎回特定の1年に焦点を当てながら、その年の主なトピックスとヒット曲を紹介した。『ハッピー・プラス』では、平成時代最後の年（平成31年）に放送を始めたことにちなんで、当コーナーと同じ趣旨の企画（「Time tunnel"31"」）を9:30前後に放送。

8時台
- 8:00 産経新聞ニュース◎

ラジオ大阪のアナウンサーではなく、男性のフリーアナウンサーが日替わりで担当。
- 8:03 ラジオ大阪天気予報◎

8時台には、7時台のアメダス天気予報と違って、慶元がスタジオから伝えていた。
- 8:05 ラジオ大阪交通情報◎○
- 8:06　曜日別企画Part2
  - 月曜日：健康に関する話題
  - 火曜日：オススメ本の紹介
  - 水曜日：簡単レシピの紹介
ジュニア野菜ソムリエ、フード・コーディネーター、世界のお茶マイスターなどの資格を持つ慶元が、旬の食材を使った料理の簡単な作り方を紹介。紹介したレシピを、放送後から番組の公式ブログで公開していた。
  - 木曜日：催事・イベント情報の紹介
放送日によっては、慶元が百貨店などのイベント会場を取材した模様を紹介することがあった。
  - 金曜日：ハッピーライフ大辞典
上新電機単独提供[1]のコーナー。前半は、直近に発売された女性誌などの記事から、家事や生活に役立つ情報を紹介した。後半には、慶元が上新電機の店舗を取材した音源を放送。その際に選んだ生活家電製品を、希望するリスナーから抽選で毎週1名に進呈した。
- 8:22  武田鉄矢・今朝の三枚おろし◎○（文化放送制作）
- 8:35  元気のみなもとーく○（ニッポン放送制作、2018年4月2日以降）

はくばく単独提供の事前収録番組で、垣花正（ニッポン放送アナウンサー）が5日間にわたって、ゲストから元気の秘訣を訊く。同局では、8:53から『垣花正　あなたとハッピー!』内で放送。
- 8:40 ラジオ大阪天気予報◎
- 8:42 ラジオ大阪交通情報◎
- 8:55 エンディング

慶元によるトークと挨拶の後に、洋楽1曲をフルコーラスで流していた。

## ノベルティグッズ
番組にメッセージを送ったリスナーの中から、番組開始当初から中期まで毎日1名にノベルティグッズがプレゼントされていた。
- クリップクロック
- トートバッグ